# Karel Noordzij
Karel Noordzij (1946) is een Nederlands topman die van 2004 tot 2006 voorzitter was van de hoofddirectie van pensioenfonds PGGM.
Hij is opgeleid als civiel ingenieur aan de TU Delft en behaalde zijn MBA diploma aan de businessschool INSEAD in Fontainebleau.
Noordzij vervulde in 2002 gedurende zes maanden de functie van president-directeur (ad interim) van de Nederlandse Spoorwegen. Eerder werkte hij als voorzitter en algemeen directeur van vervoersorganisatie Transport en Logistiek Nederland (TLN) en als directeur bij de Luchthaven Schiphol. Daarvoor was hij werkzaam als senior consultant bij McKinsey & Co. Tevens heeft hij diverse commissariaten en maatschappelijke functies vervuld, o.a. als lid van de SER en als voorzitter van de raad van commissarissen van het Haagse vervoerbedrijf HTM Personenvervoer. Naast deze functies fungeerde Noordzij ook bijna tien jaar als Prins Amadeiro in Oeteldonk ('s-Hertogenbosch).
Als voorzitter van Raad van Toezicht van de Hogeschool Inholland kwam hij rond 2011 in opspraak, maar is in 2012 gerehabiliteerd middels een brief van de toenmalige Staatssecretaris van Onderwijs aan de Tweede Kamer d.d. 2 november 2012: "...omdat in rechte niet kan worden staande gehouden dat enige toezichthouder heeft blijk gegeven van een onbehoorlijke taakvervulling".
Op dit moment is Noordzij onder andere lid van de Raad van Toezicht van Springtij (het jaarlijks duurzaamheidsevenement op Terschelling). Op 25 november 2017 werd hem tijdens het jaarcongres van Transport en Logistiek Nederland, de eerste Logistiek Oeuvre Award toegekend en overhandigd door de Minister van Infrastructuur en Waterstaat. 
Noordzij is auteur van het boek "Op weg naar nieuw leiderschap - van superieure strategie naar integere cultuur" (uitgeverij Van Gorcum), waarin hij gedachten ontvouwt over het volgens hem in de 21e eeuw noodzakelijke leiderschap in maatschappij en organisatie, en over de daarbij horende persoonlijke ontwikkeling van elke leider.
Noordzij is Officier in de Orde van Oranje Nassau, erevoorzitter van TLN en erelid van Nederland Distributieland (NDL/HIDC). 
Noordzij is lid van het CDA.